# Duane Thompson
Duane Thompson, pseudonimo di Duane Maloney (Red Oak, 29 luglio 1903 – Los Angeles, 15 agosto 1970), è stata un'attrice statunitense.

## Biografia
Duane Maloney partì dallo Iowa per Hollywood nel 1920 per intraprendere la carriera di attrice. Col nome di Duane Thompson e grazie alla sua abilità nella danza ottenne nel 1921 la sua prima parte in Up and at 'em, con Vernon Dent e Violet Joy, cui seguì nel 1923 Hot Water, con Neal Burns, film prodotto dalla Christie Film Company, con la quale fu in contratto fino al 1926.
Sembrò lanciata verso un sicuro successo con l'elezione, nel 1925, tra le tredici WAMPAS Baby Stars e la partecipazione a una lunga serie di film, ma con l'introduzione del sonoro nel 1929, la sua carriera subì un brusco arresto. Dopo più di 50 film, nel 1937 dovette limitarsi a interpretare se stessa nel musical Hollywood Hotel, col quale abbandonò il cinema. Visse a Los Angeles e vi morì nel 1970.

## Riconoscimenti
- WAMPAS Baby Star nel 1925

## Filmografia parziale
- Up and at 'em (1921)

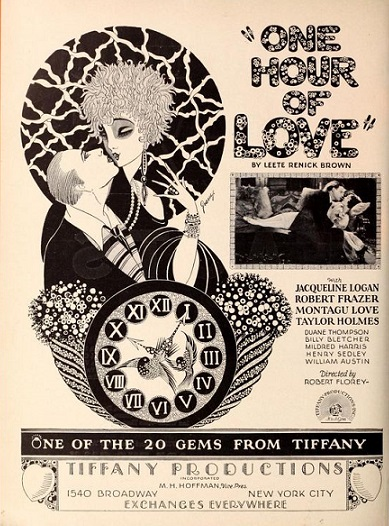
Poster del film One Hour of Love

- Hot Water, regia di Harold Beaudine (1923)
- Away We Go (1924)
- The Mysterious Stranger (1925)
- The Lodge in the Wilderness, regia di Henry McCarty (1926)
- April Fool (1926)
- The Silent Avenger, regia di James P. Hogan (1927)
- One Hour of Love (1927)
- Her Summer Hero (1928)
- Beauty and Bullets (1928)
- Ballerine del mio cuore (1928)
- Phantom of the Range (1928)
- Born to the Saddle (1929)
- The Tip Off (1929)
- Slim Fingers (1929)
- Hollywood Hotel (1937)